# عملية السلام القبرصية
تشير عملية السلام القبرصية  إلى المفاوضات والخطط الهادفة إلى حل النزاع القبرصي. كانت جهود السلام قد بدأت بالفعل قبل الغزو التركي لقبرص عام 1974، تلتها ترتيبات لوقف إطلاق النار وعملية سلام مطولة استمرت لأكثر من أربعة عقود ولم يتم الانتهاء منها بعد. 
هناك طريقتان رئيسيتان لحل النزاع القبرصي: إعادة توحيد قبرص في دولة واحدة وحل الدولتين، والذي من شأنه أن يضفي الشرعية على الوضع الراهن حيث يحكم القبارصة اليونانيون الجزء الجنوبي من الجزيرة بينما يحكم القبارصة الأتراك الجزء الشمالي من الجزيرة.

## روابط خارجية
- محادثات الأمم المتحدة في قبرص
- JourneyMan Pictures - توحيد قبرص: هل هو الآن أم لم يتم توحيد القبارصة أبدًا؟ (2017)